# Jurský svět: Zánik říše
Jurský svět: Zánik říše (v anglickém originále Jurassic World: Fallen Kingdom) je americký sci-fi film z roku 2018. Režie se ujal J. A. Bayona a scénáře Derek Connolly a Colin Trevorrow. Ve filmu hráli Chris Pratt, Bryce Dallas Howardová, B. D. Wong a Jeff Goldblum spolu s nově účinkujícími Toby Jonesem, Rafem Spallem, Justicem Smithem, Daniellou Pinedou, Tedem Levinem, Isabellou Sermonovou, Geraldinou Chaplinovou a Jamesem Cromwellem.
Film měl premiéru 21. května 2018 v centru WiZink Center v Madridu. Společnost Universal Pictures uvedla film v amerických kinech 22. června 2018, avšak premiéra ve Spojeném království proběhla již 7. června 2018.
Film vydělal po celém světě přes 1,3 miliard dolarů a stal se třetím nejvýdělečnějším filmem roku 2018 a dvanáctým nejvýdělečnějším filmem všech dob. Reakce veřejnosti na film jsou však rozporuplné a snímek se nevyvaroval některých významných „vědeckých“ chyb.

## Děj
Půl roku po událostech z předchozího filmu dorazí malý tým žoldáků na ostrov Isla Nublar, aby vyzvedli DNA indomina rexe z pozůstatků na dně laguny. Celá akce se samozřejmě zvrtne, na ponorku zaútočí mosasaurus a na skupinu na souši tyrannosaurus. Někteří zemřou, ovšem zbytek úspěšně uprchne se vzorkem indominovy kosti. Nešťastnou náhodou se na svobodu dostane i mosasaurus.
O tři roky později se koná v Senátu USA debata, zda dinosaury na Isla Nublar zachránit či ne, jelikož se bezprostředně blíží erupce doposud spící tamní sopky Mount Sibo. Matematik Dr. Ian Malcolm zastává tezi, že naklonování dinosaurů byla chyba a měli by se ponechat přirozenému zániku, s čímž nakonec souhlasí i Senát. V odezvě na toto rozhodnutí si sir Benjamin Lockwood, blízký přítel Johna Hammonda a jeden ze zakladatelů původního parku, přivolá do svého sídla v severní Kalifornii Claire Dearingovou, bývalou provozní ředitelku Jurského světa a nyní zakladatelku Skupiny pro ochranu dinosaurů (v originále Dinosaur Protection Group). Lockwood a jeho pomocník, Eli Mills, vysvětlí plán o přesunu dinosaurů na jiný ostrov. Claire je k tomuto úkolu nutná, aby znovu aktivovala systém k vypátrání polohy dinosaurů, obzvlášť pak Blue, posledního přeživšího velociraptora. Do akce se zapojí i Owen Grady, bývalý raptoří trenér.
Na Isla Nublar Claire a bývalý technik Franklin Webb aktivují systém pro trasování dinosaurů. Owen, paleoveterinářka Zia Rodriguezová a tým žoldáků vedený Kenem Wheatleym díky tomu naleznou Blue. Celé setkání však dopadne špatně, Blue je střelena a Owen zasažen uspávací střelou. Wheatley následně opustí Owena, Claire a Franklina na ostrově a unese Ziu, aby se postarala o zraněnou Blue. Žoldácí chytí několik dinosaurů a naloží je na loď, načež sopka vybuchne. Ve strhujícím útěku se Owenovi, Claire i Franklinovi podaří na poslední chvíli dostat na loď a vzápětí odplouvají pryč. S bezmocí sledují, jak všichni dinosauři na ostrově umírají. Společnými silami pak ošetří Blue a dají jí transfúzi tyrannosauří krve.
Chycení dinosauři jsou však místo na nový ostrov převezeni do Lockwoodova panství, kde Lockwoodova osiřelá vnučka Maisie zaslechne Millse a aukcionáře Eversolla, jak se tajně domlouvají na prodeji dinosaurů na černém trhu. Divák se dozvídá o existenci prototypu indoraptora, děsivého hybrida tyrannosaura a indomina rexe, kterého na zakázku stvořil Dr. Henry Wu coby biologickou zbraň. K tvorbě perfektního indoraptora poslouchajícího rozkazy však potřebuje DNA Blue. Maisie zpraví svého dědečka, který se tak dozví pravdu. Mills proto Lockwooda zavraždí a vinu svalí na úmrtí stářím. Vzápětí je odhaleno, že Maisie je ve skutečnosti klon Lockwoodovy dcery, a také důvod, proč John Hammond ukončil jakékoliv styky s Lockwoodem.
Tajná aukce je zahájena. Dinosauři jsou uskladněni v celách ve sklepení a Franklin a Zia se dostanou na svobodu, ovšem Owen a Claire jsou uvězněni vedle dinosaurů. Owen vyprovokuje stygimolocha k útoku, který prorazí stěnu cely a dostane tak dvojici na svobodu. Při útěku se setkají s uprchlou Maisie a zjistí, že i přes protesty Dr. Wu byl indoraptor již prodán. Owen mezi kupce naláká stygimolocha a propukne chaos, při němž indoraptor uprchne na svobodu a zabije Wheatleyho, Eversolla a několik dalších. Vzápětí po celém sídle nahání Owena, Claire a Maisie, nakonec však díky Blue, kterou vypustila Zia na pomoc, indoraptor umírá nabodnut na dinosauří kostře.
Kvůli nehodě dojde ve sklepení k úniku kyanovodíku, což ohrožuje životy zbývajících dinosaurů. S těžkým srdcem se rozhodnou ponechat je smrti, jelikož vysvobození by představovalo ekologickou katastrofu. Maisie přesto otevře vrata a pustí je na svobodu. Mills se mezitím snaží odjet i s kostí indomina rexe, ale osvobozený tyrannosaurus jej sežere a indominovu kost rozšlápne. Owen, Claire, Maisie, Zia a Franklin odejdou pryč, zatímco Blue a ostatní dinosauři se rozprchnou. Epilogem filmu je pak jednání Senátu USA, při němž Dr. Malcolm prohlásí, že začala nová éra dinosaurů a lidé se s nimi musí naučit žít. Poslední scéna ukazuje dinosaury volně se potulující po území Spojených států a mosasaura brázdícího oceány.

## Obsazení
- Chris Pratt jako Owen Grady[7]
- Bryce Dallas Howard jako Claire Dearing[7]
- Rafe Spall jako Eli Mills[8]
- Justice Smith jako Franklin Webb[9][10]
- Daniella Pineda jako Zia Rodriguež[11]
- James Cromwell jako Benjamin Lockwood[12][13]
- Toby Jones jako Gunnar Eversol[14]
- Ted Levine jako Ken Wheatley[15]
- B. D. Wong jako Dr. Henry Wu[16]
- Isabella Sermon jako Maisie Lockwood:
- Geraldine Chaplinová jako Iris Carroll[17]
- Jeff Goldblum jako Dr. Ian Malcolm[18]

## Dinosauři ve filmu
Ve filmu se objevili následující dinosauři: Tyrannosaurus, Carnotaurus, Baryonyx, Brachiosaurus, Apatosaurus, Stegosaurus, Ankylosaurus, Velociraptor, Procompsognathus, Allosaurus, Stygimoloch, Gallimimus, Sinoceratops, Triceratops, Parasaurolophus, mořský plaz Mosasaurus a ptakoještěr Pteranodon. Novinkou je pak indoraptor, genetický kříženec indomina rexe a velociraptora, který byl stvořen pro válečné účely, jelikož útočí na cíle označené vysokofrekvenčními zvuky.
Ve filmu se též nepřímo vyskytují (jako socha, kostra či zmínka) rody Concavenator, Dimetrodon (pelykosaur, nikoliv dinosaurus), Dracorex, Dreadnoughtus, Edmontosaurus, Kosmoceratops, Metriacanthosaurus, Mononykus, Peloroplites, Protoceratops, Spinosaurus, Teratophoneus, Dilophosaurus.

## Vydání
Vydání prvního teaser traileru se uskutečnilo 22. listopadu 2017, přičemž první oficiální trailer byl zveřejněn 13. prosince 2017. Vydání filmu v amerických kinech proběhlo 22. června 2018, avšak světovou premiéru měl již 21. května 2018 ve WiZink Center v Madridu. 7. června 2018 byl film vydán ve Spojeném království.

## Tržby
Film vydělal 417,8 milionů dolarů ve Spojených státech a v Kanadě a 891,8 milionů dolarů v dalších oblastech, celkově tak vydělal přes 1,31 miliard dolarů a zařadil se tak mezi komerčně nejúspěšnější snímky roku 2018 a prozatím na 12. pozici mezi komerčně nejúspěšnějšími snímky všech dob. Celkově již pětice filmů s tematikou Jurského parku/světa vydělala zhruba 4,948 miliardy dolarů, v průměru každý snímek 989,5 milionu dolarů.

## Sequel
Sequel s názvem jako Jurský svět: Nadvláda byl do kin uveden 10. června 2022. Do role režiséra se vrátil Colin Trevorrow a scenáristkou se stala filmová tvůrkyně Emily Carmichael. Příběh filmu napsali Trevorrow a Emily Carmichael. Trevorrow byl spolu se Stevenem Spielbergem na postu výkonného producenta a Frank Marshall a Patrick Crowley byli producenty filmu. Chris Pratt a Bryce Dallas Howard se vrátili do svých rolí, stejně jako hvězdy prvního Jurského parku - Sam Neill, Laura Dern a Jeff Goldblum.